# Big Fun (canción de Kool & The Gang)
«Big Fun» es una canción de 1982 de la banda estadounidense Kool & the Gang. Fue lanzado originalmente en su álbum As One.
"Big Fun" alcanzó el número 14 en la lista UK Singles Chart de Reino Unido. En Estados Unidos llegó al número 21 en la Billboard Hot 100 y alcanzó el número seis en la Hot Black Singles publicada por Billboard a finales de 1982.

## Posicionamiento en listas
| Lista (1982)                                 | Máxima posición |
| -------------------------------------------- | --------------- |
| Alemania (Offizielle Deutsche Charts)        | 40              |
| Bélgica (Flandes) (Ultratop 50)              | 29              |
| Estados Unidos (Billboard Hot 100)           | 21              |
| Estados Unidos (Billboard Hot Black Singles) | 6               |
| Irlanda (IRMA)                               | 16              |
| Nueva Zelanda (Recorded Music NZ)            | 40              |
| Países Bajos (Mega Single Top 100)           | 30              |
| Reino Unido (UK Singles Chart)               | 14              |